# Cime du Grand Vallon
La cime du Grand Vallon (en italien Punta Bagnà) est une montagne de 3 129 mètres d'altitude dans les Alpes à la frontière entre la France et l'Italie.

## Toponymie

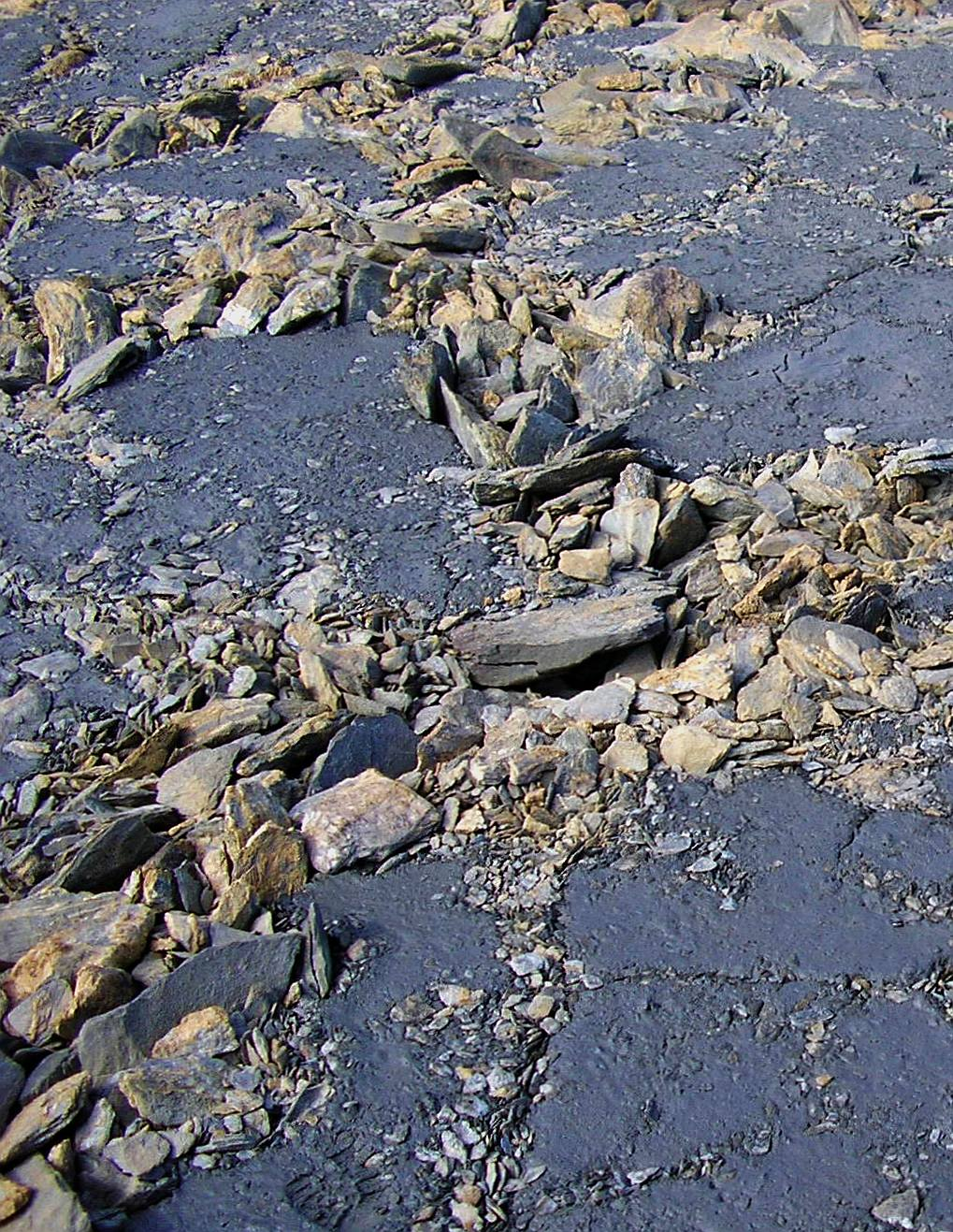
Le terrain noirâtre près du sommet.

Son nom vient du Grand Vallon, qui descend de la montagne en direction nord-ouest vers le Charmaix et Modane. Le nom utilisé sur les cartes italiennes vient du piémontais Bagnà  (« mouillée ») qui dériverait du terrain fin, près du sommet, donnant l'impression d'être toujours humide.

## Géographie
Elle forme avec l'aiguille de Scolette (3 506 m), la pointe de Paumont (3 171 m) et la cime Gardoria (3 137 m) le chaînon de Scolette, à l'ouest du massif du Mont-Cenis, entre le val de Suse en Italie et la Haute-Maurienne en France. Administrativement la montagne est partagée entre les communes d'Avrieux et de Modane, en France, et de Bardonnèche, en Italie.
Le tunnel ferroviaire du Mont-Cenis (achevé en 1871) et le tunnel routier du Fréjus (mis en service en 1980) transitent dans le sous-sol peu à l'ouest du sommet.

## Ascension
Elle peut être atteinte par le col du Fréjus 2 540 mètres et la pointe du Fréjus (2 934 mètres) et, ensuite, en suivant l'arête ouest-sud-ouest.